# Långtjärnen (Haverö socken, Medelpad, 691309-146905)
Långtjärnen är en sjö i Ånge kommun i Medelpad och ingår i Ljungans huvudavrinningsområde. Sjöns area är 0,041 kvadratkilometer och den befinner sig 303 meter över havet.